# North Cyprus Airlines
North Cyprus Airlines (en turco: Kuzey Kıbrıs Hava Yolları (KKHY)) fue fundada por el gobierno turco-chipriota poco después de la bancarrota de Cyprus Turkish Airlines en junio de 2010.
De acuerdo con las autoridades turco-chipriotas, el 60% de las acciones serían de inversores privados y el 30% sería propiedad del estado. Tras alcanzar un acuerdo con la aerolínea de bandera turca, Turkish Airlines poseería el 10% de acciones restantes de la compañía y sería la encargada de proporcionar la nueva flota de la compañía. KKHY iniciará operaciones con un capital inicial de $15.000.000 y como miembro afiliado del grupo Star Alliance.
Los vuelos regulares serán operados desde el Aeropuerto Internacional de Ercan, Norte de Chipre y volará a once destinos, incluyendo Turquía y el Reino Unido así como otros destinos del oeste y norte de Europa. Orhan Sivrikaya se convirtió en el primer CEO de North Cyprus Airlines.
KKHY alquilará tres aviones en 2011 y con la intención de añadir un avión más al año siguiente (posiblemente de las series Boeing 737).